# Octomeria graminifolia
Octomeria graminifolia är en orkidéart som först beskrevs av Carl von Linné, och fick sitt nu gällande namn av Robert Brown. Octomeria graminifolia ingår i släktet Octomeria och familjen orkidéer. Inga underarter finns listade i Catalogue of Life.